# ایان گیل
ایان گیل (انگلیسی: Ian Gayle؛ زادهٔ ۲۳ اکتبر ۱۹۹۲) بازیکن فوتبال اهل بریتانیا است.
از باشگاه‌هایی که در آن بازی کرده‌است می‌توان به باشگاه فوتبال هیستون، باشگاه فوتبال سنت نئوتز تاون، باشگاه فوتبال وایت‌هاوک، باشگاه فوتبال ولینگ یونایتد، باشگاه فوتبال بیشاپس استورتفورد، باشگاه فوتبال داگنم و ردبریج، باشگاه فوتبال کینگستونیان، باشگاه فوتبال گرایس اتلتیک، و باشگاه فوتبال سنت آلبنز سیتی اشاره کرد.